# Barry Sadler
Barry Allen Sadler (Carlsbad, Új-Mexikó, 1940. november 1. – Murfreesboro, Tennessee, 1989. november 5.) amerikai katona, énekes-dalszerző és író, aki 1964 decembere és 1965 májusa között a vietnámi háborúban szolgált. 

## Élete
Barry Sadler az új-mexikói Carlsbadban született John Sadler és Bebe Littlefield második gyermekeként. Ötéves volt, amikor szülei elváltak, apja pedig nem sokkal később idegrendszeri rákban elhunyt, még csak 36 éves volt. Sadler ezután az édesanyjával élt, miközben ideiglenesen több amerikai államban - Arizonában, Kaliforniában, Coloradóban, Új-Mexikóban és Texasban - is alkalmi munkákat vállalt.
1958-ban, 17 évesen jelentkezett a légierőkhöz. Ezután rövid ideig Japánban állomásozott, majd 1961-es elbocsátása után Sadlert besorozták az Egyesült Államok hadseregébe, ahol önkéntesként jelentkezett a légideszantnál és a különleges erőknél, és úgy döntött, hogy orvos lesz.
1978-ban lelőtte és megölte Lee Emerson countryénekest. Több évig börtönben volt.

## Diszkográfia

### Albums
| Év   | Album                       | Chart Positions | Chart Positions | Label |
| Év   | Album                       | US              | US Country      | Label |
| ---- | --------------------------- | --------------- | --------------- | ----- |
| 1966 | Ballads of the Green Berets | 1               | 1               | RCA   |
| 1966 | The 'A' Team                | 30              | —               | RCA   |
| 1967 | Back Home                   | —               | —               | RCA   |

### Singles
| Év   | Kislemez                         | Chart Positions | Chart Positions | Chart Positions | Chart Positions | Chart Positions    | Album                       |
| Év   | Kislemez                         | US AC           | US              | US Country      | CAN             | Brit kislemezlista | Album                       |
| ---- | -------------------------------- | --------------- | --------------- | --------------- | --------------- | ------------------ | --------------------------- |
| 1966 | "The Ballad of the Green Berets" | 1               | 1               | 2               | 26              | 24                 | Ballads of the Green Berets |
| 1966 | "The 'A' Team"                   | 6               | 28              | 46              | 58              | –                  | The 'A' team                |